# Batković

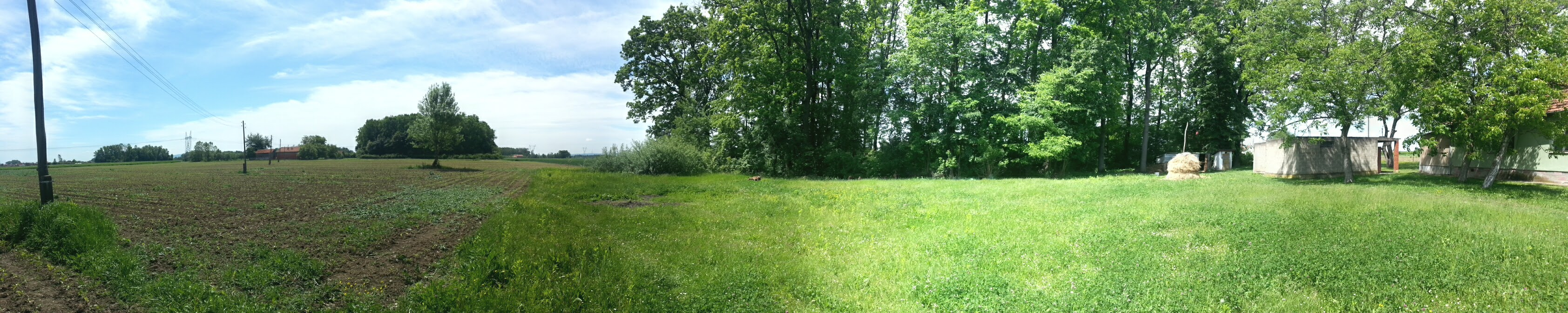
Batković en 2017

Batković (en serbe cyrillique : Батковић) est une localité de Bosnie-Herzégovine. Il est situé sur le territoire de la ville de Bijeljina et dans la république serbe de Bosnie. Selon les premiers résultats du recensement bosnien de 2013, il compte 2 635 habitants.
Batković est également connu sous le nom de Batkovići.

## Géographie
Le village est situé à la frontière entre la Bosnie-Herzégovine et la Serbie, à la confluence de la rivière Dašnica et de la Save (un affluent du Danube).

## Démographie

### Évolution historique de la population dans la localité
| 1948  | 1953  | 1961  | 1971  | 1981  | 1991  | 2013  |
| ----- | ----- | ----- | ----- | ----- | ----- | ----- |
| 3 367 | 3 623 | 3 811 | 3 841 | 3 769 | 3 483 | 2 635 |

|  |